# Leszczak (szczyt)
Leszczak (864 m) – szczyt na granicy miejscowości Harkabuz i Raba Wyżna w województwie małopolskim, w powiecie nowotarskim, w gminie Raba Wyżna. Znajduje się w długim grzbiecie, którym biegnie Wielki Europejski Dział Wodny między zlewiskami Bałtyku i Morza Czarnego i dawna granica polsko-węgierska. Południowo-zachodnie stoki Leszczaka opadają do doliny potoku Podsarnianka w miejscowości Harkabuz (zlewisko Morza Czarnego), w kierunku północnym ze szczytu Leszczaka opada do miejscowości Raba Wyżna boczny grzbiet oddzielający dolinę potoku Kosiczne od drugiego, bezimiennego potoku – obydwa znajdują się w zlewisku Bałtyku. Grzbietem tym prowadzi Droga Solidarności łącząca Rabę Wyżną z Harkabuzem. Południowo-wschodnie stoki Leszczaka opadają do przełęczy Nad Harkabuzem (ok. 825 m), którą poprowadzono Drogę Solidarności, w kierunku południowo-zachodnim natomiast do Łysej Góry biegnie lasem lub fragmentami polan niemal poziomy, nieco tylko falujący grzbiet górski.
Pod szczytem Leszczaka znajduje się polana z dwoma domkami letniskowymi. Jej stoki opadające do Harkabuza nadal są trawiaste, natomiast niegdyś trawiaste stoki północno-wschodnie stopniowo zarastają lasem. Grzbietem Leszczaka prowadzi znakowany szlak turystyczny.
W regionalizacji fizycznogeograficznej Polski według Jerzego Kondrackiego Leszczak znajduje się w Beskidzie Orawsko-Podhalańskim, w nowszej regionalizacji z 2018 roku na Pogórzu Orawsko-Jordanowskim.
Szlak turystyczny
 Przełęcz Spytkowicka – Łysa Góra – Leszczak – przełęcz Nad Harkabuzem – Żeleźnica – przełęcz Pod Żeleźnicą. Czas przejścia 3 h.